# Víctor Julio Suárez Rojas
Víctor Julio Suárez Rojas, alias Jorge Briceño Suárez eller "El Mono Jojoy" (født i Cundinamarca provinsen i Colombia; 5 februar 1953 – død i La Macarena i provinsen Meta den 22. september 2010) var fra 1975 og frem til sin død medlem af den colombianske guerillabevægelse FARC-EP. I de sidste år af sit liv, var El Mono Jojoy FARC's militære leder og medlem af FARC´s sekretariat. Mono Jojoy blev sammen med sine livvagter dræbt af bomber fra Colombias hær i den såkaldte Operation Sodoma, da han befandt sig i en guerillaens underjordiske bunker.
1. ↑  Navnet er anført på svensk og stammer fra Wikidata hvor navnet endnu ikke findes på dansk.
2. ↑  Navnet er anført på engelsk og stammer fra Wikidata hvor navnet endnu ikke findes på dansk.
3. ↑  Navnet er anført på svensk og stammer fra Wikidata hvor navnet endnu ikke findes på dansk.